# Lijst van rijksmonumenten in Rotterdam-Noord
Rotterdam-Noord telt 55 inschrijvingen in het rijksmonumentenregister. Hieronder een overzicht.

## Agniesebuurt
Agniesebuurt telt 4 inschrijvingen in het rijksmonumentenregister:
| Object | Oorspronkelijke functie? | Bouwjaar        | Architect              | Locatie               | Coördinaten?                  | Nr.?   | Afbeelding        |
| --- | ------------------------ | --------------- | ---------------------- | --------------------- | ----------------------------- | ------ | ----------------- |
| Koopmanshuis, met eenvoudige lijstgevel en belangrijk Lodewijk XV-interieur                                                                     | Werk-woonhuis            | midden 18e eeuw |                        | Rechter Rottekade 405 | 51° 55' 38" NB, 4° 29' 2" OL  | 459580 | Meer afbeeldingen |
| Pand bestaande uit twee evenwijdige vleugels met eenvoudige lijstgevels en schilddaken, 18e eeuw. Schilderingen op houten wand in het inwendige | Werk-woonhuis            | 18e eeuw        |                        | Rechter Rottekade 411 | 51° 55' 38" NB, 4° 29' 2" OL  | 459586 | Meer afbeeldingen |
| Vrouwe Groenevelt's Liefdegesticht | Woonhuis                 | 1902            | Barend Hooijkaas jr. . | Vijverhofstraat 67    | 51° 55' 48" NB, 4° 28' 32" OL | 524369 | Meer afbeeldingen |
| Hofpleinlijn | Brug                     | 1904-1908       |                        | Boekhorststraat 44    | 51° 56' 23" NB, 4° 28' 3" OL  | 524301 | Meer afbeeldingen |

## Bergpolder
Bergpolder telt 2 inschrijvingen in het rijksmonumentenregister:
| Object                | Oorspronkelijke functie? | Bouwjaar  | Architect                                        | Locatie                | Coördinaten?                  | Nr.?   | Afbeelding        |
| --------------------- | ------------------------ | --------- | ------------------------------------------------ | ---------------------- | ----------------------------- | ------ | ----------------- |
| Sportfondsenbad Noord | Sport en recreatie       | 1936-1937 |                                                  | Van Maanenstraat 8     | 51° 55' 56" NB, 4° 27' 53" OL | 524302 | Meer afbeeldingen |
| Bergpolderflat        | Appartementengebouw      | 1933-1934 | W. van Tijen, J.A.Brinkman en L.C. van der Vlugt | Dr. de Visserstraat 65 | 51° 56' 6" NB, 4° 27' 57" OL  | 46875  | Meer afbeeldingen |

## Blijdorp
De wijk Blijdorp telt 8 inschrijvingen in het rijksmonumentenregister:
| Object                                                                        | Oorspronkelijke functie? | Bouwjaar  | Architect          | Locatie              | Coördinaten?                  | Nr.?   | Afbeelding                                                     |
| ----------------------------------------------------------------------------- | ------------------------ | --------- | ------------------ | -------------------- | ----------------------------- | ------ | -------------------------------------------------------------- |
| Woningcomplex De Eendracht                                                    | Woonhuis                 | 1931-1934 | J.H. van den Broek | Statenweg 39         | 51° 55' 58" NB, 4° 27' 18" OL | 524318 | Meer afbeeldingen                                              |
| Half vrijstaand woonblok met maisonettes en portiek-etagewoningen             | Appartementengebouw      | 1936-1937 | J.H. van den Broek | Schepenstraat 60a    | 51° 55' 46" NB, 4° 27' 59" OL | 524317 | Meer afbeeldingen                                              |
| Woonblok met 48 portiek-etagewoningen en maisonettes in Nieuw Zakelijke stijl | Appartementengebouw      | 1937      | W.Th. ten Bosch    | Schepenstraat 10a    | 51° 55' 51" NB, 4° 28' 1" OL  | 524319 | Meer afbeeldingen                                              |
| Woonblok met 18 portiek-etagewoningen in Nieuw Zakelijke stijl                | Appartementengebouw      | 1932      | A. Otten           | Schepenstraat 44a 1  | 51° 55' 48" NB, 4° 27' 60" OL | 524320 | Woonblok met 18 portiek-etagewoningen in Nieuw Zakelijke stijl |
| Villa Oud Walenburg                                                           | Woonhuis                 | 1907      |                    | Walenburgerweg 31    | 51° 55' 48" NB, 4° 28' 5" OL  | 524303 | Meer afbeeldingen                                              |
| Centraal plan                                                                 | Appartementengebouw      | 1931-1939 |                    | Stadhoudersweg 99    | 51° 55' 51" NB, 4° 27' 33" OL | 524309 | Centraal plan                                                  |
| Centraal Plan                                                                 | Appartementengebouw      | 1931-1939 |                    | Stadhoudersweg 133   | 51° 55' 49" NB, 4° 27' 24" OL | 524310 | Centraal Plan                                                  |
| Centraal plan                                                                 | Appartementengebouw      | 1931-1939 |                    | Stadhoudersweg 130   | 51° 55' 46" NB, 4° 27' 29" OL | 524311 | Centraal plan                                                  |
| Centraal plan                                                                 | Appartementengebouw      | 1931-1939 |                    | Dresselhuysstraat 3a | 51° 55' 48" NB, 4° 27' 33" OL | 524312 | Meer afbeeldingen                                              |

## Diergaarde Blijdorp
Diergaarde Blijdorp in Rotterdam kent 20 rijksmonumenten. Zie Lijst van rijksmonumenten in Diergaarde Blijdorp.

## Oude Noorden
Oude Noorden telt 4 inschrijvingen in het rijksmonumentenregister:
| Object                    | Oorspronkelijke functie? | Bouwjaar  | Architect      | Locatie              | Coördinaten?                  | Nr.?   | Afbeelding                |
| ------------------------- | ------------------------ | --------- | -------------- | -------------------- | ----------------------------- | ------ | ------------------------- |
| R.K. Hildegardiskerk      | Kerk en kerkonderdeel    | 1890-1892 | E.J. Margry    | Hildegardisstraat 50 | 51° 56' 17" NB, 4° 28' 57" OL | 524372 | Meer afbeeldingen         |
| Pastorie Sint Hildegardis | Kerkelijke dienstwoning  | 1890-1892 | E.J. Margry    | Hammerstraat 20      | 51° 56' 17" NB, 4° 28' 57" OL | 524373 | Pastorie Sint Hildegardis |
| Gerechtsgebouw            | Gerechtsgebouw           | 1898-1899 | W.C. Metzelaar | Noordsingel 113      | 51° 55' 56" NB, 4° 28' 35" OL | 524375 | Meer afbeeldingen         |
| Archiefbewaarplaats       | Overheidsgebouw          | 1900      | W.C. Metzelaar | Noordsingel 117      | 51° 55' 56" NB, 4° 28' 35" OL | 524376 | Meer afbeeldingen         |

## Provenierswijk
Provenierswijk telt 3 inschrijvingen in het rijksmonumentenregister:
| Object                                              | Oorspronkelijke functie? | Bouwjaar  | Architect          | Locatie                          | Coördinaten?                  | Nr.?   | Afbeelding                                          |
| --------------------------------------------------- | ------------------------ | --------- | ------------------ | -------------------------------- | ----------------------------- | ------ | --------------------------------------------------- |
| Complex Ungerplein: bouwblok met maisonettewoningen | Appartementengebouw      | 1928-1932 | J.H. van den Broek | Ungerplein 4-19, Schiekade 49-63 | 51° 55' 42" NB, 4° 28' 16" OL | 524334 | Complex Ungerplein: bouwblok met maisonettewoningen |
| Ungerpleinflat                                      | Appartementengebouw      | 1928-1932 | J.H. van den Broek | Ungerplein 2                     | 51° 55' 46" NB, 4° 28' 16" OL | 524335 | Ungerpleinflat                                      |
| Voormalig herenhuis in Overgangsarchitectuur        | Woonhuis                 | 1896      | P.G. Buskens       | Schiekade 77                     | 51° 55' 43" NB, 4° 28' 21" OL | 524336 | Meer afbeeldingen                                   |

## Beschermde gezichten
- Rijksbeschermd gezicht Blijdorp / Bergpolder